# Wat’n dat!?
Wat’n dat!?, später Wat'n Dat…, ist ein Legespiel für drei bis acht Spieler von Claude Weber. Es erschien 1996 zuerst bei dem Spieleverlag ASS Altenburger, 2017 wurde es vom Nürnberger-Spielkarten-Verlag (NSV) erneut veröffentlicht. 2007 erschien das Spiel zudem in Frankreich unter den Namen Kezako und Kiproko.

## Thema und Ausstattung
Bei dem Spiel handelt es sich um ein Ratespiel, bei dem jeweils zwei wechselnde Mitspieler ein Team bilden und ohne Absprache mit Hilfe von mehreren Holzteilen ein Bild zusammenlegen müssen, dessen Vorgabe die anderen Mitspieler erraten müssen. Das Spielmaterial besteht neben der Spielanleitung aus einem Kartenset sowie 10 langen und 6 kurzen Holzstäbchen sowie zwei kleinen und zwei großen Holzscheiben.

## Spielweise
Zu Beginn des Spiels werden die Holzteilchen aufgeteilt und an zwei nebeneinander sitzende Mitspieler verteilt. Die Auftragskarten werden gemischt und der rechte Teampartner zieht eine der Karten, die sich die beiden Teampartner gemeinsam ansehen. Die Rückseitennummer der nächsten Karte im Nachziehstapel gibt an, welchen Begriff auf der Karte die beiden Spieler nun nachbilden und die anderen Mitspieler erraten müssen.
Die beiden Teampartner legen nun abwechselnd jeweils ein Holzteil auf den Tisch und versuchen gemeinsam, den darzustellenden Begriff abzubilden, ohne miteinander zu reden. Die Holzteile müssen dabei immer flach auf den Tisch und nicht übereinander gelegt und sie dürfen auch nicht mehr verschoben werden, wenn sie einmal liegen. Statt ein Holzteil hinzuzulegen, kann ein Spieler auch eines aus dem Spiel nehmen und auf diese Weise passen. Alle anderen Spieler können in der Zeit, in der das Team das Bild zusammenlegt, Begriffe raten. Errät ein Mitspieler den gesuchten Begriff bekommen er und die beiden Teamspieler jeweils einen Punkt (bei drei Spielern bekommen nur der Rater und der Spieler, der das letzte Teil gelegt hat, einen Punkt). Errät kein Mitspieler den Begriff in den 15 Sekunden nachdem das Team fertig ist, bekommt kein Spieler einen Punkt.
Nach der Runde bildet der linke Teamspieler gemeinsam mit seinem linken Nachbarn das nächste Team und die neue Runde beginnt. Das Spiel endet nach der Runde, nach der alle Spieler zwei Mal Teampartner war. Der Gewinner ist der Spieler mit den meisten Punkten.

## Entwicklung und Rezeption
Das Spiel Wat’n dat!? wurde von Claude Weber entwickelt und erschien 1996 bei ASS Altenburger in einer deutschen Version. 2007 erschien das Spiel zudem in Frankreich unter den Namen Kezako und Kiproko und 2017 wurde es zu den Internationalen Spieltagen SPIEL '17 vom Nürnberger-Spielkarten-Verlag (NSV) erneut auf Deutsch veröffentlicht.
1997 wurde Wat’n dat!? auf die Auswahlliste zum Spiel des Jahres aufgenommen und 2008 wurde die französische Version Kiproko für den französischen As d’Or – Jeu de l’Année nominiert.

## Belege
1. 1 2 3 4  Spielanleitung Wat'n Dat …, deutschsprachige Ausgabe 2017 (NSV)
2. ↑  Versionen von Wat'n Dat!? in der Spieledatenbank BoardGameGeek (englisch); abgerufen am 27. Dezember 2017.